# Saint-Christophe, Charente-Maritime

Saint-Christophe este o comună în departamentul Charente-Maritime, Franța. În 1 ianuarie 2022 avea o populație de 1.405 de locuitori.